# Xantolis
Genre
Classification phylogénétique
Xantolis est un genre de plantes à fleurs de la famille des Sapotaceae Ce sont des arbres et des arbustes originaires d'Asie.
Ce genre compterait une trentaine d'espèces. 

## Quelques espèces
- Xantolis assamica
- Xantolis australis
- Xantolis baranensis
- Xantolis boniana
- Xantolis burmanica
- Xantolis cambodiana
- Xantolis cinerea
- Xantolis cotinifolia
- Xantolis dongnaiensis
- Xantolis embeliifolia
- Xantolis euphlebia
- Xantolis hookeri
- Xantolis lauracea
- Xantolis lifuana
- Xantolis longispinosa
- Xantolis malaccensis
- Xantolis maritima
- Xantolis mindanaensis
- Xantolis myrsinoides
- Xantolis nitida
- Xantolis palmeri
- Xantolis pancheri
- Xantolis parvifolia
- Xantolis pronyensis
- Xantolis psammophila
- Xantolis racemosa
- Xantolis reticulata
- Xantolis sericea
- Xantolis shweliensis
- Xantolis siamensis
- Xantolis stenosepala
- Xantolis tomentosa
- Xantolis tuberculata
- Xantolis velutina
- Xantolis venulosa
- Xantolis vrieseana
- Xantolis wakere